# Fotovoltaická elektrárna Vepřek
Fotovoltaická elektrárna Vepřek v katastrálním území Vepřek obce Nová Ves v okrese Mělník má instalovaný výkon 35,1 MW. Byla v době svého spuštění v září 2010 největší fotovoltaickou elektrárnou v České republice. Elektrárna byla vybudována v rámci boomu slunečních elektráren vyvolaného jejich mimořádně štědrou státní podporou. Nachází se severně od silnice I/16 a vesnic Vepřek a Mlčechvosty, východně od dálnice D8 (poblíž exitu 18) a vesnice Nová Ves.
V terénu byla elektrárna budována od října 2009 do února 2010. Otevření elektrárny bylo oznámeno ke dni 8. září 2010. Na rozloze 82,5 ha má celkem 26 bloků obsahujících 186 960 kusů monokrystalických panelů PhonoSolar 185 a 190 Wp. O řízení celého systému se stará technologie PLC Tecomat Foxtrot CP-1004  V souvislosti s výstavbou elektrárny byla v blízkosti postavena i nová rozvodna nákladem zhruba 100 milionů Kč.

## Provozovatel a majitelé
Elektrárnu budovala společnost Decci a.s., v únoru 2010 pak elektrárnu vložila do nově založené dceřiné společnosti FVE CZECH NOVUM s.r.o., která se stala provozovatelem elektrárny. Není veřejně známo, kdo od července 2009 vlastní akcie na majitele společnosti Decci; od března 2008 do července 2009 byl jejím vlastníkem Martin Hubáček ze Slaného a u zrodu projektu stál Pavel Patřičný z Vepřku, který podle informací MF Dnes získal pro projekt další tuzemské investory. Od roku 2011 je jediným akcionářem společnosti De Barte Gelderland B.V. se sídlem v Nizozemsku, od června 2013 má společnost akcie na jméno. Společnost De Barte Gelderland B.V. vlastní lucemburská společnost Blackstone Perpetual Midco S.à r.l., kterou vlastní největší americká investiční společnost Blackstone. V listopadu 2010 prodala Decci za 50 milionů Kč 37,5 % podíl ve FVE Czech Novum společnosti Berlanga Uzbekistan NV se sídlem v Nizozemsku. Společnost Berlanga Uzbekistan svůj podíl v dubnu 2014 prodala společnosti PH ENERGY B.V., také registrované v Nizozemsku.
Společnosti FVE Czech Novum úvěr ve výši 2,2 miliardy Kč poskytla podle údajů v obchodním rejstříku UniCredit Bank Czech Republic,, v jejíž prospěch jsou také zastaveny všechny obchodní podíly ve společnosti. Celkové investice do elektrárny činily asi 2,7 miliardy Kč, kromě UniCredit Bank se na financování podílely slovenská Všeobecná úverová banka a rakouská Investkredit Bank. V prosinci 2012 FVE Czech Novum vydala emisi korunových dluhopisů v celkové jmenovinté hodnotě 300 mil. Kč na 20 let s úrokem 10% p.a., které zajišťují jejich majiteli nezdanitelný příjem ve výši 30 mil. Kč ročně.
|                         | 2010 | 2011 | 2012 | 2013 | 2014 | 2015          | 2016          | 2017          |
| ----------------------- | ---- | ---- | ---- | ---- | ---- | ------------- | ------------- | ------------- |
| obrat (mil. Kč)         | 215  | 502  | 500  | 457  | 484  | 537,5 mil. Kč | 511,6 mil. Kč | 525,8 mil. Kč |
| provozní zisk (mil. Kč) | 160  | 236  | 233  | 199  | 271  | 334,5 mil. Kč | 321 mil. Kč   | 329,1 mil. Kč |
| čistý zisk (mil. Kč)    | 65   | 49   | 60   | 18   | 88   | 155,5 mil. Kč | 147,6 mil. Kč | 169,6 mil. Kč |
| aktiva (mil. Kč)        | 2989 | 2981 | 2872 | 2807 | 2699 | 2,6 mld. Kč   | 2,5 mld. Kč   | 2,4 mld. Kč   |

Za 20 let provozu by zisk majitelů měl činit 1,9 miliardy Kč.